# Лібеншайд
Лібеншайд (нім. Liebenscheid) — громада в Німеччині, розташована в землі Рейнланд-Пфальц. Входить до складу району Вестервальд. Складова частина об'єднання громад Реннерод.
Площа — 10,56 км2. Населення становить 830 ос. (станом на 31 грудня 2020).